# Ringsignalsförstärkare
En ringsignalsförstärkare är en elektronisk apparat eller krets. Ringsignalen på telelinjen startar kretsen som kopplar in en högtalare med tonsignaler. Meningen är att förstärka uppfattningen av en ringande telefon.